# CAMO Montreal
El CAMO Montreal es un club acuático canadiense con sede en la ciudad de Montreal.
En el club se practican tres disciplinas: buceo, natación y waterpolo

## Historia
El club se funda en 1981.

## Palmarés
- 4 veces campeón de la liga de Canadá de waterpolo masculino (1991,1996, 1997, 2008)
- 16 veces campeón de la liga de Canadá de waterpolo femenino